# Galium coriaceum
Galium coriaceum là một loài thực vật có hoa trong họ Thiến thảo. Loài này được Bunge mô tả khoa học đầu tiên năm 1829.